# Cappella Cantone
Cappella Cantone (lombardul: Capela Cantòn) település Olaszországban, Lombardia régióban, Cremona megyében. Lakosainak száma 555 fő (2023. január 1.). Cappella Cantone Annicco, Castelleone, Grumello Cremonese ed Uniti, Pizzighettone, San Bassano és Soresina községekkel határos.

## Népesség
A település népességének változása:
| Lakosok száma | 575  | 576  | 555  | 555  |
|               | 2013 | 2017 | 2018 | 2023 |